# Andrei Alexandrowitsch Saburow

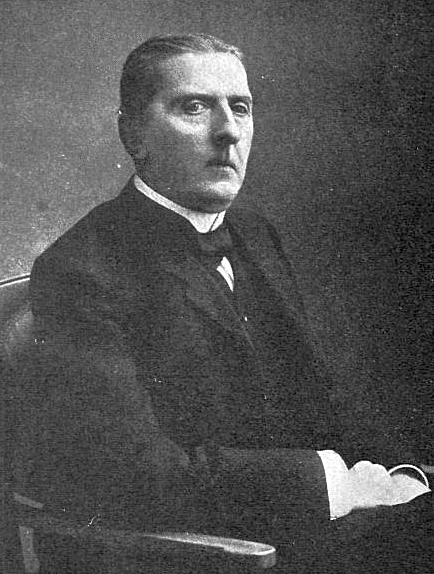
Andrei Alexandrowitsch Saburow (1915)

Andrei Alexandrowitsch Saburow (russ. Андрей Александрович Сабуров, * 4. Augustjul. / 16. August 1837greg. in Ujesd Koslow, Gouvernement Tambow; † 10. Märzjul. / 23. März 1916greg. in Petrograd) war ein russischer Jurist, Kurator der Kaiserlichen Universität Dorpat und Minister für öffentliche Bildung des Russischen Reiches (1880/81).

## Biografie
Saburow gehörte einer alten Bojarenfamilie an. Sein älterer Bruder war der bedeutende Diplomat Pjotr Alexandrowitsch Saburow (1835–1918), der von 1880 bis 1884 Botschafter in Berlin war.
Nach der Hochschulbildung am Alexander Lyceum war er ab 1858 beim Ministerkomitee tätig, wechselte danach zu verschiedenen Dienststellen und wurde u. a. Kammerjunker, Direktor des Haftkomitees der Gefängnisse, Obersekretär, stellvertretender Vorsitzender des Bezirksgerichts in St. Petersburg und schließlich Staatsrat sowie Staatssekretär.
Von 1875 bis 1880 war er Kurator des Dorpater Lehrbezirks. 1876 wurde er Ehrenmitglied der Gelehrten Estnischen Gesellschaft und im Dezember 1880 der Akademie der Wissenschaften in St. Petersburg.
Von 1880 bis 1881 war er russischer Bildungsminister. Nach seinem Rücktritt erhielt er 1881 den Rang eines Senators und war 1899 Mitglied des Staatsrates und dort von 1906 bis 1916 Leiter der 1. Abteilung. Auch der folgende Bildungsminister Alexander Freiherr von Nicolay blieb nur ein  Jahr lang im Amt.
Seine Frau (1868 – nach 1928) war die Gräfin Elizaveta Vladimirovna, die nach Frankreich emigrierte. Beide hatten vier Kinder.

## Orden
- Orden der Heiligen Anna 3. Kl. (23. Dezember 1862)
- Heiliger Wladimir 2. Kl. (1. November 1869)
- Orden der Heiligen Anna 1. Kl. (1. Juli 1875)
- Heiliger Wladimir 2. Kl. (1. Januar 1883)
- Weißer Adler (1. Januar 1888)
- Heiliger Wladimir 1. Kl. (?)
- Alexander-Newski mit Brillanten (1. Januar 1903)